# The Whirlpool (film 1915)
The Whirlpool è un cortometraggio muto del 1915 diretto da Fred E. Wright.

## Produzione
Il film fu prodotto dalla Essanay Film Manufacturing Company.

## Distribuzione
Distribuito dalla General Film Company, il film - un cortometraggio in tre bobine - uscì nelle sale cinematografiche statunitensi il 4 settembre 1915.